# HMS St. Vincent (1908)
HMS St. Vincent là chiếc dẫn đầu của lớp thiết giáp hạm dreadnought mang tên nó của Hải quân Hoàng gia Anh Quốc.
St. Vincent được đưa ra hoạt động vào ngày 3 tháng 5 năm 1910 như là soái hạm thứ hai của Đội thiết giáp hạm 1 thuộc Hạm đội Nhà tại Portsmouth. Nó được đặt dưới quyền chỉ huy của Đại tá Hải quân Douglas R. L. Nicholson và là soái hạm của Chuẩn đô đốc Richard H. Peirse nhân cuộc duyệt binh hải quân tại Spithead vào ngày 24 tháng 6 năm 1911.
Đến tháng 4 năm 1914, nó trở thành soái hạm thứ hai của Hải đội Chiến trận 1 trực thuộc Hạm đội Nhà, nơi nó ở lại cho đến tháng 11 năm 1915, khi nó trở thành một tàu riêng. St. Vincent nằm trong thành phần Đội 5 của hạm đội chiến trận Anh trong trận Jutland, đứng thứ 20 trong hàng chiến trận, và đã đối đầu với một thiết giáp hạm Đức được tin là một chiếc thuộc lớp König.
Vào tháng 6 năm 1916, St. Vincent được chuyển sang Hải đội Chiến trận 4. Đến tháng 3 năm 1919, nó được rút về lực lượng dự bị và trở thành một tàu huấn luyện tác xạ, tiếp tục phục vụ trong vai trò này cho đến khi bị đưa vào danh sách loại bỏ vào tháng 3 năm 1921. St. Vincent bị bán để tháo dỡ vào năm 1921.